# گرین ولی (آریزونا)
گرین ولی، آریزونا (به انگلیسی: Green Valley, Arizona) یک منطقه سرشماری‌شده در ایالات متحده آمریکا است که در شهرستان پیما، آریزونا واقع شده‌است.

## خصوصیات
گرین ولی ۶۸٫۰ کیلومترمربع مساحت و ۲۳٬۷۶۵ نفر جمعیت دارد و ۹۰۸ متر بالاتر از سطح دریا واقع شده‌است.